# 11337 Sandro
11337 Sandro eller 1996 PG1 är en asteroid i huvudbältet som upptäcktes den 10 augusti 1996 av de båda italienska astronomerna Giuseppe Forti och Maura Tombelli vid Montelupo-observatoriet. Den är uppkallad efter Sandro Bartolini, son till en av upptäckarna.
Asteroiden har en diameter på ungefär 2 kilometer.